# Philodendron pusillum
Philodendron pusillum är en kallaväxtart som beskrevs av Eduardo G. Gonçalves och Josef Bogner. Philodendron pusillum ingår i släktet Philodendron och familjen kallaväxter.
Artens utbredningsområde är Colombia. Inga underarter finns listade.